# Rallye de Côte d'Ivoire 1979
Le Rallye de Côte d'Ivoire Bandama 1979 (11e Rallye Bandama), disputé du 9 au 14 décembre 1979, est la soixante-quinzième manche du championnat du monde des rallyes (WRC) courue depuis 1973, et la douzième et dernière manche du championnat du monde des rallyes 1979 (WRC).

## Contexte avant la course

### Le championnat du monde
Ayant succédé en 1973 au championnat international des marques (en vigueur de 1970 à 1972), le championnat du monde des rallyes s'appuie sur les plus célèbres épreuves routières internationales, telles le Rallye Monte-Carlo, le Safari ou le RAC Rally. Parallèlement au championnat des constructeurs, la Commission Sportive Internationale (CSI) a cette année introduit un championnat des pilotes qui remplace la controversée Coupe des conducteurs qui incluait des épreuves de second plan. Le calendrier 1979 comprend douze manches (dont huit européennes), réservées aux voitures des catégories suivantes :
- Groupe 1 : voitures de tourisme de série
- Groupe 2 : voitures de tourisme spéciales
- Groupe 3 : voitures de grand tourisme de série
- Groupe 4 : voitures de grand tourisme spéciales

Déjà assuré de remporter le titre constructeurs, Ford a effectué sa dernière sortie officielle lors de la manche précédente, en Grande-Bretagne. La marque a d’ailleurs mis momentanément un terme à son implication en rallye, laissant aux équipes privées le soin de défendre ses couleurs la saison prochaine. La manche ivoirienne du championnat a pour unique enjeu le titre pilotes, que vont se disputer Björn Waldegård et Hannu Mikkola, tous deux pilotes officiels Ford cette saison, et également sous contrat Mercedes pour les manches africaines. C’est donc sur les coupés 450 SLC qu’ils vont défendre leurs chances. Avec douze points d’avance, Waldegård est toutefois le mieux placé pour l’emporter, il lui suffit de terminer juste derrière son coéquipier pour devenir le premier champion du monde des rallyes.

#### Chances des prétendants au titre
Mikkola remporte le titre si :
- Il gagne et Waldegård ne termine pas second
- Il termine second et Waldegård ne se classe pas mieux que cinquième
- Il termine troisième et Waldegård ne se classe pas mieux que sixième

Dans tous les autres cas de figure, Waldegård est sacré champion du monde.

### L'épreuve

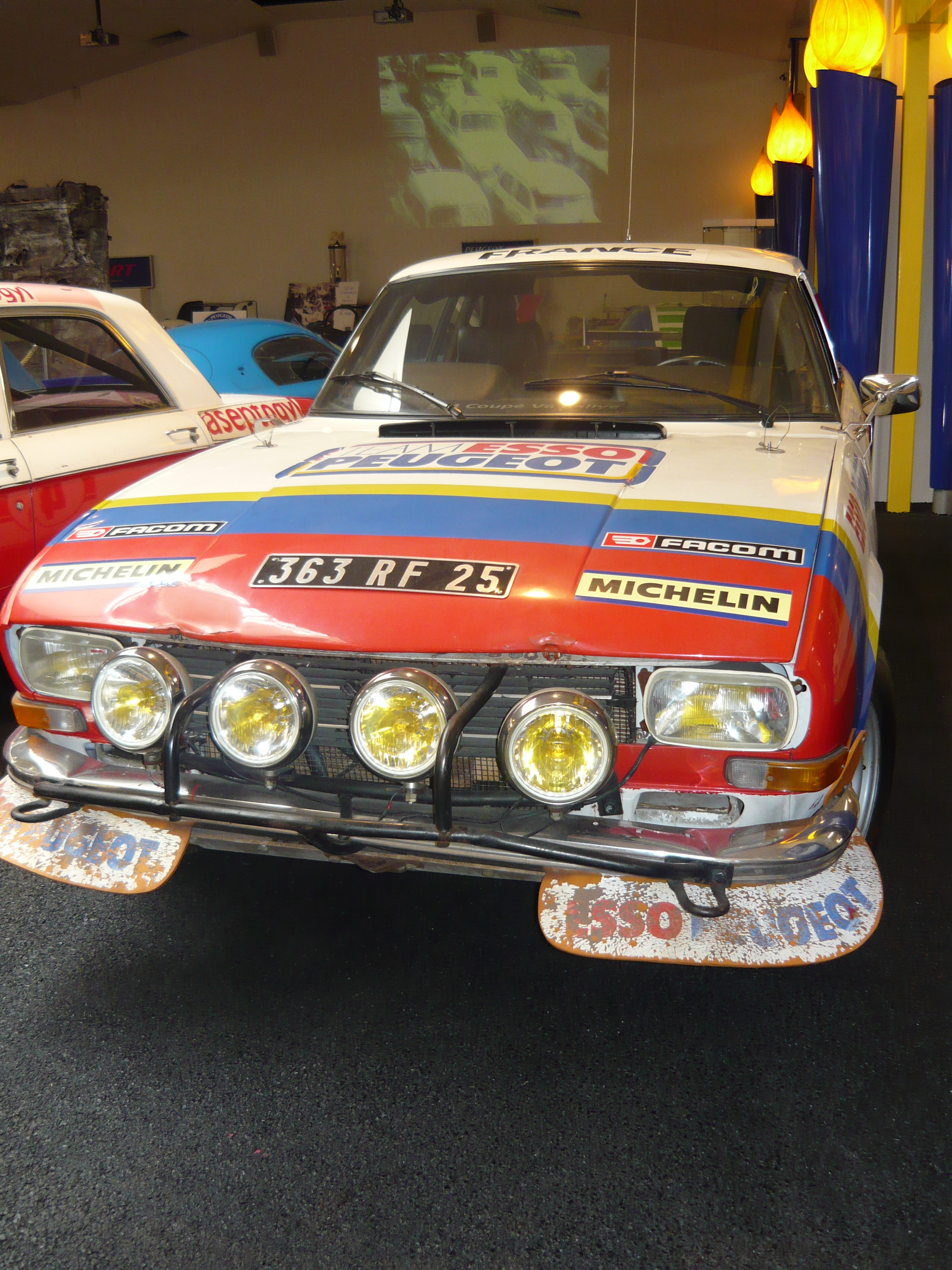
Les coupés Peugeot 504 V6 ont dominé l'épreuve en 1978.

Tout comme le Safari, autre épreuve africaine du championnat, le Rallye Bandama se dispute presque entièrement sur piste, avec un classement établi sur la base de moyennes imparties sur des routes restant ouvertes à la circulation locale. Créée en 1969, l'épreuve fut intégrée au championnat du monde en 1978. S'étant imposé à cinq reprises depuis 1971, Peugeot y détient le record de victoires, le constructeur sochalien ayant réalisé le doublé lors de la dernière édition avec Jean-Pierre Nicolas et Timo Mäkinen, respectivement premier et second au volant de coupés 504 V6.

## Le parcours
- départ : 9 décembre 1979 d'Abidjan
- arrivée : 14 décembre 1979 à Abidjan
- distance : 5 668 km
- surface : terre

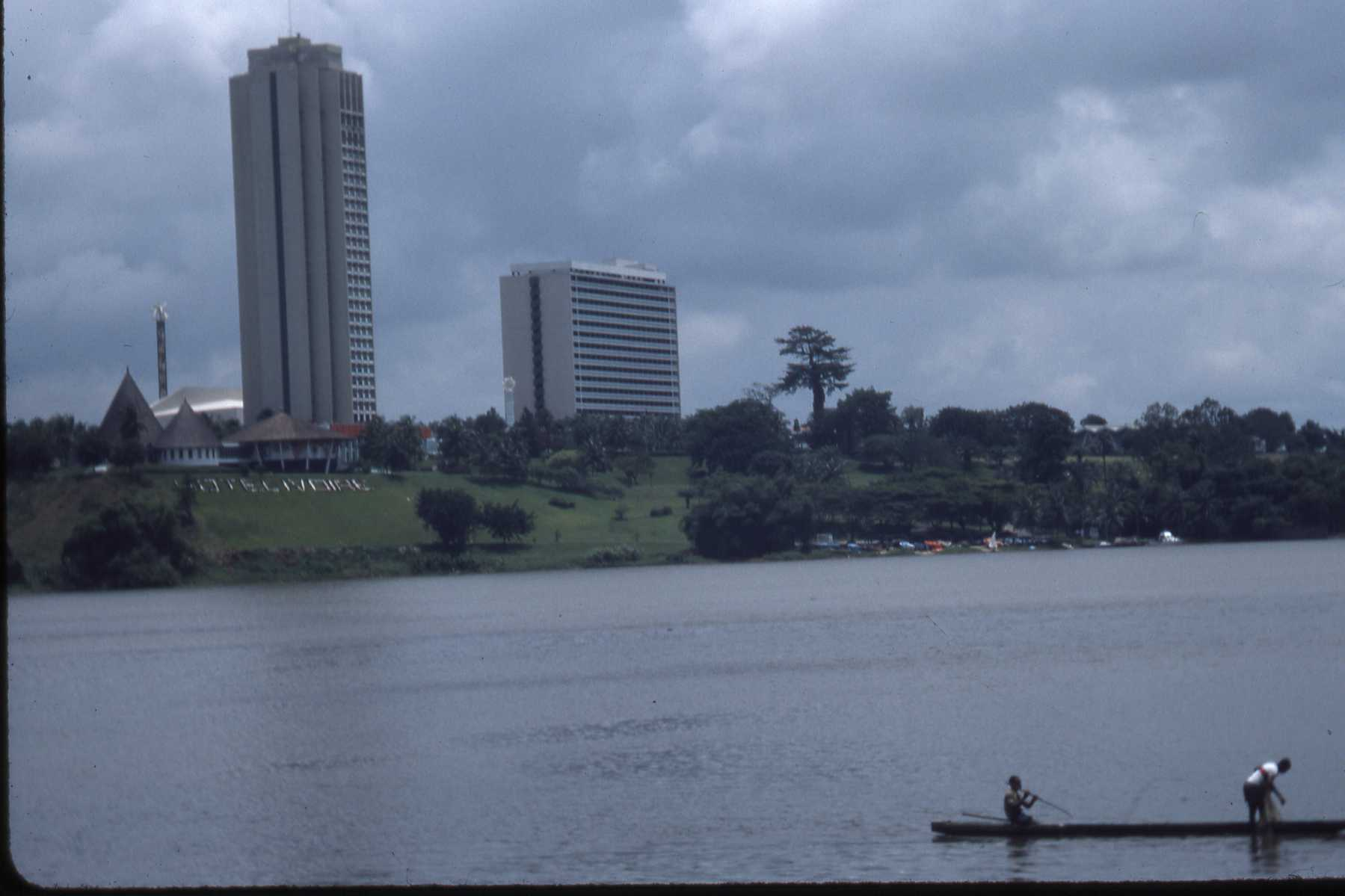
L'hôtel Ivoire d'Abidjan, où siège l'organisation du rallye.

- Parcours divisé en quatre étapes, comprenant 46 secteurs de liaison, soient 50 contrôles horaires (C.H.)[3]

### Première étape
- Abidjan - Alépé - Assinie - Abidjan, le 9 décembre
- distance : 238 km

### Deuxième étape
- Abidjan - Bouaké - Korhogo - Yamoussoukro, du 10 au 11 décembre
- distance : 2 278 km

### Troisième étape
- Yamoussoukro - Man - Guiglo - Daloa - Bouaké - Yamoussoukro, du 12 au 13 décembre
- distance : 2 420 km

### Quatrième étape
- Yamoussoukro - Abidjan, le 14 décembre
- distance : 732 km

## Les forces en présence
- Peugeot

Rarement battu sur les pistes ivoiriennes, le constructeur sochalien fait cette année encore figure de favori. Trois coupés 504 V6 groupe 4 ont été engagés par l'usine et confiés à Jean-Pierre Nicolas (dernier vainqueur en date), Timo Mäkinen et Jean-Claude Lefebvre. Ces trois voitures sont neuves. Pesant 1360 kg, elles sont équipées d'un moteur de 2 700 cm3, alimenté par trois carburateurs Weber à double corps, développant 230 chevaux à 8000 tr/min. Sari, l'importateur de la marque à Abidjan, a également engagé un coupé V6 pour le pilote local Alain Ambrosino, qui bénéficie de l'assistance de l'usine. Directement menacé par la puissante équipe Mercedes, Peugeot a particulièrement préparé sa participation à l'épreuve, les reconnaissances ayant débuté un mois et demi avant le départ. Plusieurs pilotes privés, comme Samir Assef ou Adolphe Choteau, prendront le départ sur des coupés en version groupe 4 'client' (environ 145 chevaux). Tous utilisent des pneus Michelin.
- Mercedes-Benz

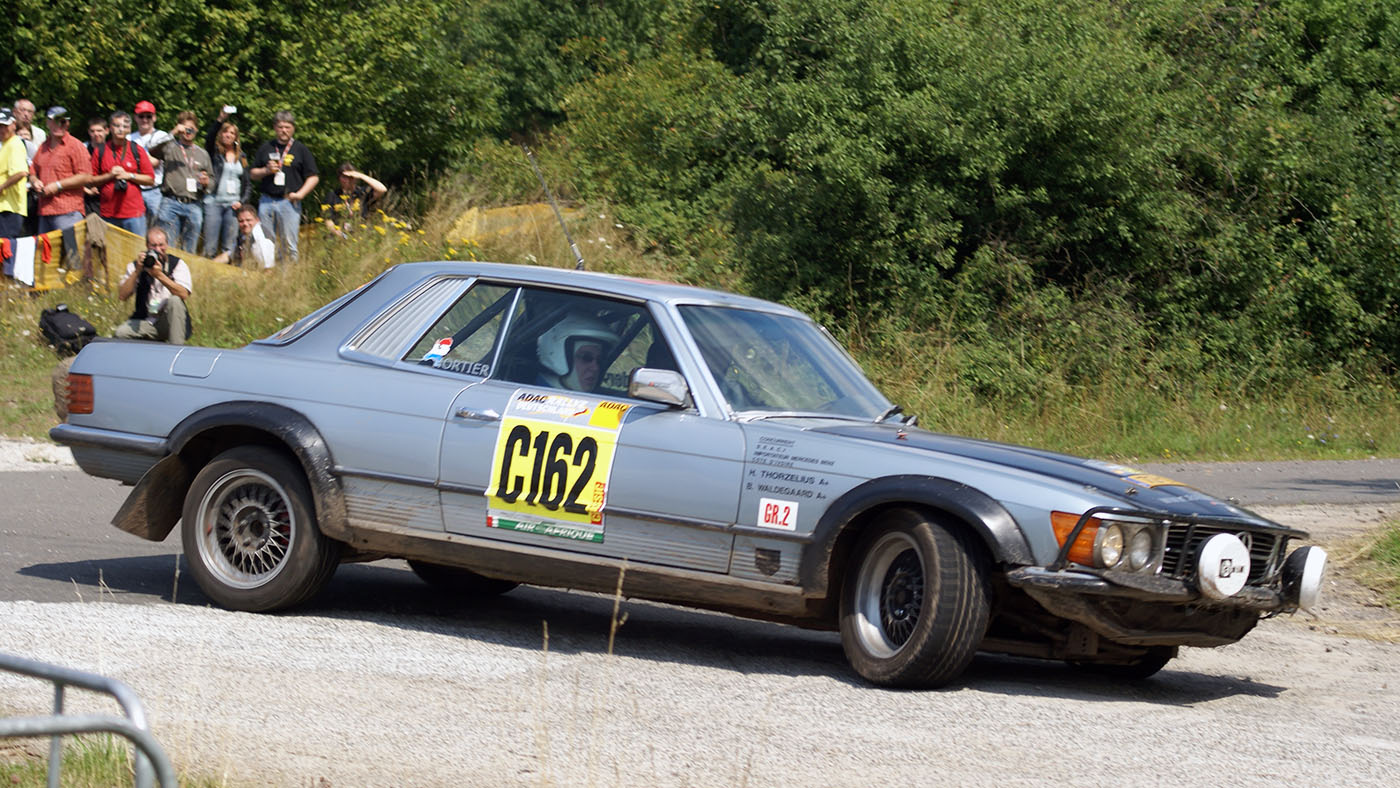
Un coupé Mercedes 450 SLC groupe 4 lors d'une course historique.

Le constructeur allemand a déployé d'énormes moyens pour sa première participation officielle en Côte d'Ivoire : l'équipe bénéficie sur place de 46 véhicules d’assistance ainsi que de deux avions. Quatre coupés 450 SLC 5.0 groupe 4 (1350 kg à vide, moteur V8 de cinq litres développant 310 chevaux à 6400 tr/min, boîte automatique à trois rapports, air conditionné) ont été minutieusement préparés. Ils sont aux mains d'Hannu Mikkola, Björn Waldegård, Andrew Cowan et Vic Preston Jr. La marque utilise des pneus Dunlop.
- Toyota

Au lieu des habituels coupés Celica, le constructeur japonais a engagé deux nouvelles versions 'Liftback' de ces modèles, pour Ove Andersson et Jean-Luc Thérier. Bien que disposant de moteurs groupe 2 (deux litres, 180 chevaux), elles sont inscrites en groupe 4 et s'avèrent plus lourdes (1100 kg au lieu de 1000) que les coupés. Elles sont équipés de pneus Pirelli.
- Datsun

Grâce à l'aide financière d'un industriel d'Abidjan, Datsun a ajouté la manche ivoirienne à son calendrier sportif. Deux berlines 160J PA10 groupe 2 (965 kg, 190 chevaux) ont été préparées pour Andy Dawson et Pierre Saucet. Elles sont exceptionnellement chaussées de pneus Kléber pour cette épreuve. 
- Renault

L'équipe Gitanes a engagé une R5 Alpine groupe 2 (870 kg, traction, moteur quatre cylindres de 1400 cm3, 130 chevaux) pour Bruno Saby. Préparée chez Sinpar, cette voiture est équipée de pneus Kléber.

## Déroulement de la course

### Première étape
La première étape, longue d'à peine deux cent quarante kilomètres, se déroule la journée du dimanche aux alentours d'Abidjan. En principe peu sélective, elle a surtout pour but de déterminer l'ordre des départs le lendemain. La première partie du parcours se déroule sans anicroche pour les favoris, hormis pour Jean-Pierre Nicolas, victime d'un bris de carter de pont sur son coupé 504. L'assistance Peugeot parvient à le lui remplacer en moins d'une demi-heure, mais une nouvelle casse une dizaine de kilomètres plus loin contraint le dernier vainqueur de l'épreuve à l'abandon. Son coéquipier Timo Mäkinen effectue quant à lui un beau début de course, occupant la seconde place derrière la Mercedes d'Andrew Cowan. Le pilote finlandais va cependant être retardé par une crevaison peu avant le contrôle d'Alépé, où les quatre Mercedes, toujours emmenées par Cowan, sont groupées aux quatre premières places. Le pilote britannique se maintient en tête tout au long de l'étape, regagnant Abidjan devant ses coéquipiers Björn Waldegård, Vic Preston et Hannu Mikkola, ce dernier ayant été légèrement retardé par un problème de pompe à essence. Malgré des ennuis de freins et un moteur chauffant exagérément, Jean-Luc Thérier termine la journée en cinquième position au volant de sa Toyota, précédant les trois Peugeot de Timo Mäkinen, Alain Ambrosino et Jean-Claude Lefebvre. Onze équipage ont déjà abandonné lors de ce court prologue.
| Pos. | Pilote               | Copilote            | Voiture                   | Groupe | Pénalisations | Écart         |
| ---- | -------------------- | ------------------- | ------------------------- | ------ | ------------- | ------------- |
| 1    | Andrew Cowan         | Klaus Kaiser        | Mercedes-Benz 450 SLC 5.0 | 4      | 6 min 10 s    |               |
| 2    | Björn Waldegård      | Hans Thorszelius    | Mercedes-Benz 450 SLC 5.0 | 4      | 6 min 33 s    | + 23 s        |
| 3    | Vic Preston Jr       | Mike Doughty        | Mercedes-Benz 450 SLC 5.0 | 4      | 7 min 08 s    | + 58 s        |
| 4    | Hannu Mikkola        | Arne Hertz          | Mercedes-Benz 450 SLC 5.0 | 4      | 7 min 10 s    | + 1 min 00 s  |
| 5    | Jean-Luc Thérier     | Michel Vial         | Toyota Celica 2000 GT     | 4      | 7 min 53 s    | + 1 min 43 s  |
| 6    | Timo Mäkinen         | Jean Todt           | Peugeot 504 V6 coupé      | 4      | 8 min 26 s    | + 2 min 16 s  |
| 7    | Alain Ambrosino      | Robert Schneck      | Peugeot 504 V6 coupé      | 4      | 9 min 00 s    | + 2 min 50 s  |
| 8    | Jean-Claude Lefebvre | Christian Delferier | Peugeot 504 V6 coupé      | 4      | 9 min 07 s    | + 2 min 57 s  |
| 9    | Ove Andersson        | Henry Liddon        | Toyota Celica 2000 GT     | 4      | 9 min 14 s    | + 3 min 04 s  |
| 10   | Fritz Flachberger    | Gérard Lallement    | Toyota Celica GT          | 2      | 14 min 10 s   | + 8 min 00 s  |
| 11   | Bruno Saby           | Daniel Le Saux      | Renault 5 Alpine          | 2      | 14 min 18 s   | + 8 min 08 s  |
| 12   | Pierre Saucet        | G. Passerini        | Datsun 160J PA10          | 2      | 15 min 55 s   | + 9 min 45 s  |
| 13   | Samir Assef          | Gilbert Fourcade    | Peugeot 504 V6 coupé      | 4      | 16 min 01 s   | + 9 min 51 s  |
| 14   | Alain Genestier      | Barbosa             | Renault 5 Alpine          | 2      | 16 min 59 s   | + 10 min 49 s |
| 15   | Adolphe Choteau      | Yves Taravel        | Peugeot 504 V6 coupé      | 4      | 18 min 04 s   | + 11 min 54 s |

### Deuxième étape

#### Abidjan - Bouaké
Les quarante-six équipages rescapés repartent d'Abidjan le lundi matin en direction du nord, les mieux classés la veille s'élançant les premiers. Les pistes sont très poussiéreuses et Thérier va effectuer une spectaculaire sortie de route au moment où il s'apprêtait à dépasser une voiture de tourisme : aveuglé par un nuage de poussière, il se fait surprendre par un virage et quitte la piste, la Toyota décollant sur une bosse et terminant sa course dans les arbustes après avoir sectionné deux poteaux électriques ! L'équipage est indemne mais dans l'impossibilité de continuer la course. Entre-temps, Mikkola a pris le commandement de la course devant Waldegård et Cowan. La quatrième Mercedes, moins rapide aux mains de Preston, est bientôt rejointe par la 504 de Mäkinen, auteur d'une belle remontée. Quoique nettement plus rapide, le pilote finlandais ne va cependant parvenir à dépasser le Kenyan, qui bouchonne littéralement son adversaire jusqu'au contrôle de Port-Bouët où, très en colère, Mäkinen va avoir une sérieuse explication avec Preston, qui lui cédera peu après le passage dans le tronçon suivant. Le pilote Peugeot s'efforce ensuite de reprendre du terrain sur Cowan, alors troisième, mais peu après Azaguié une rupture de pont le stoppe dans son élan. Il va perdre plus d'une heure et demie à le faire remplacer, abandonnant tout espoir de bien figurer. C'est désormais Jean-Claude Lefebvre qui porte les espoirs de l'équipe Peugeot, le pilote français remontant rapidement au classement pour figurer à la tombée de la nuit en troisième position, à seize minutes de Waldegård (qui a pris la tête de la course) et quatorze de Mikkola. Lefebvre va cependant perdre du temps un peu plus tard à cause de problèmes de démarreur qui le font retomber en cinquième position. Lorsque les concurrents atteignent Bouaké, où une pause de six heures est prévue, les quatre Mercedes sont de nouveau regroupées en tête, Waldegård devançant Mikkola, Cowan et Preston, alors que Mäkinen a de nouveau été ralenti, cette fois par des ennuis de suspension, et compte désormais deux heures trois quarts de retard. Malgré des problèmes d'amortisseurs, Bruno Saby (sur Renault 5) est en tête du groupe 2, ayant pris la suite du pilote namibien  Flachberger lorsque celui-ci a dû abandonner sa Toyota, suspension hors d'usage. Neuvième au classement général, Saby précède la Ford Escort de Carlos Torres, solidement installé en tête du groupe 1. Seuls vingt-cinq équipages sont encore en course.
| Pos. | Pilote               | Copilote            | Voiture                   | Groupe | Écart        |
| ---- | -------------------- | ------------------- | ------------------------- | ------ | ------------ |
| 1    | Björn Waldegård      | Hans Thorszelius    | Mercedes-Benz 450 SLC 5.0 | 4      |              |
| 2    | Hannu Mikkola        | Arne Hertz          | Mercedes-Benz 450 SLC 5.0 | 4      |              |
| 3    | Andrew Cowan         | Klaus Kaiser        | Mercedes-Benz 450 SLC 5.0 | 4      |              |
| 4    | Vic Preston Jr       | Mike Doughty        | Mercedes-Benz 450 SLC 5.0 | 4      |              |
| 5    | Jean-Claude Lefebvre | Christian Delferier | Peugeot 504 V6 coupé      | 4      |              |
| 6    | Ove Andersson        | Henry Liddon        | Toyota Celica 2000 GT     | 4      |              |
| 7    | Alain Ambrosino      | Robert Schneck      | Peugeot 504 V6 coupé      | 4      |              |
| 8    | Timo Mäkinen         | Jean Todt           | Peugeot 504 V6 coupé      | 4      | + 2 h 43 min |
| 9    | Bruno Saby           | Daniel Le Saux      | Renault 5 Alpine          | 2      |              |
| 10   | Carlos Torres        | Miguel Oliveira     | Ford Escort RS2000        | 1      |              |

#### Bouaké - Yamoussoukro

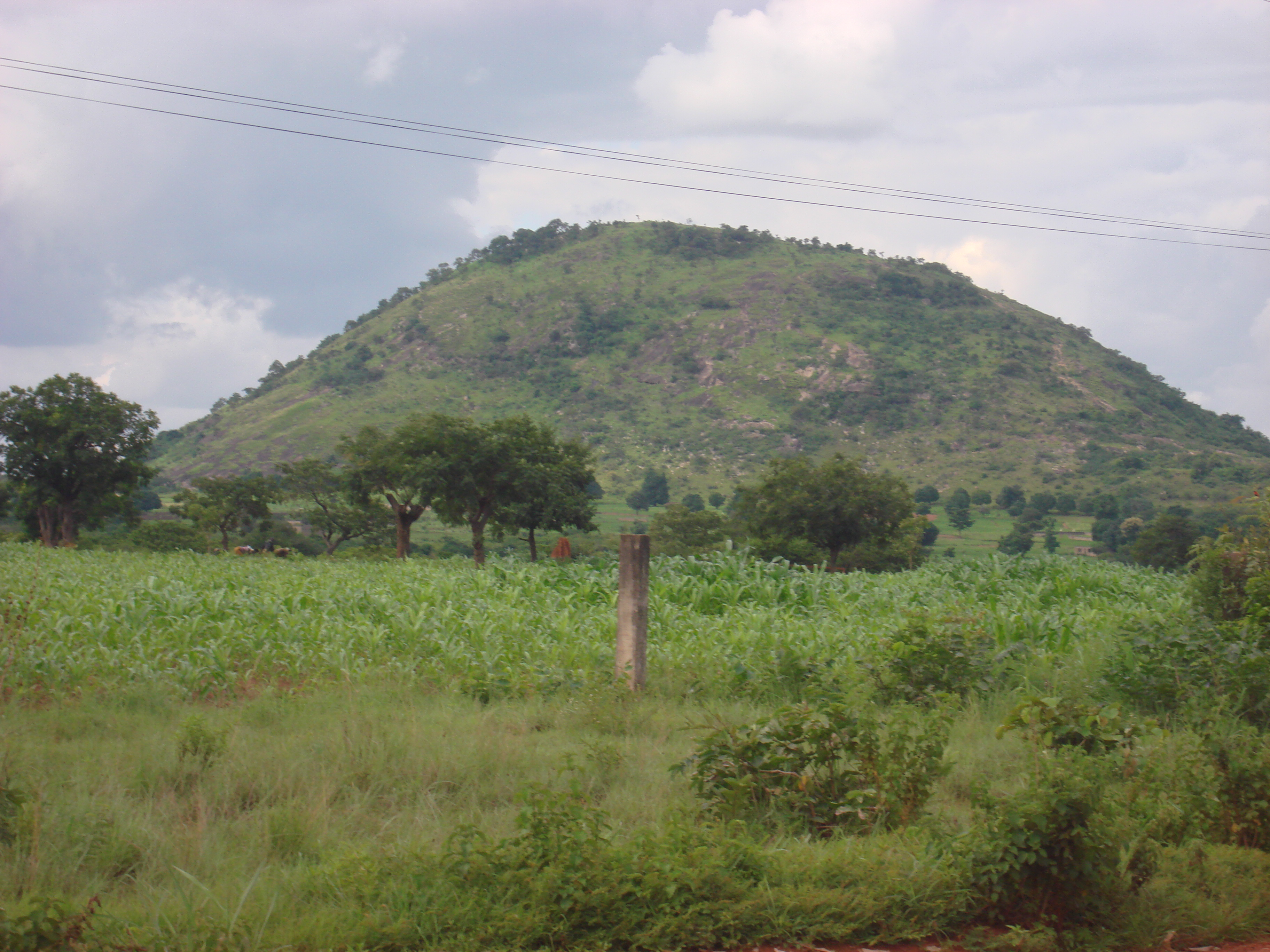
Le Mont Korhogo, sur le parcours de la deuxième étape.

Il fait encore nuit lorsque les rescapés repartent de Bouaké, en direction de Yamoussoukro. Les Mercedes continuent leur insolente domination ; peu après Korhogo, Lefebvre, leur dernier adversaire de taille, disparaît à son tour, le coupé V6 s'immobilisant avec une bielle coulée. Dès lors, plus personne n'est en mesure de contrer l'équipe allemande au sein de laquelle seul Waldegård connaît quelques soucis, le pilote suédois cédant le commandement à son coéquipier Mikkola à cause de la rupture de son circuit hydraulique de freinage. Mikkola achève l'étape avec quatre petites minutes d'avance sur le Suédois, dix-huit sur Cowan et vingt-quatre sur Preston. Cinquième sur la Toyota rescapée, Ove Andersson est à plus d'une heure, devant les Peugeot officielles d'Alain Ambrosino, premier des pilotes locaux, et de Mäkinen qui est parvenu à réduire quelque peu son retard sur les Mercedes. Saby a cassé un bras de suspension de sa Renault 5 et abandonné ; c'est désormais Mitri, sur Datsun, qui est en tête du groupe 2, tandis que les ennuis électriques de Torres ont permis à Faure (également sur Datsun) de mener en tourisme de série. À mi-parcours, il ne reste plus que quinze voitures en course.
| Pos. | Pilote                | Copilote            | Voiture                   | Groupe | Pénalisations | Écart        |
| ---- | --------------------- | ------------------- | ------------------------- | ------ | ------------- | ------------ |
| 1    | Hannu Mikkola         | Arne Hertz          | Mercedes-Benz 450 SLC 5.0 | 4      | 59 min        |              |
| 2    | Björn Waldegård       | Hans Thorszelius    | Mercedes-Benz 450 SLC 5.0 | 4      | 1 h 03 min    | + 4 min      |
| 3    | Andrew Cowan          | Klaus Kaiser        | Mercedes-Benz 450 SLC 5.0 | 4      | 1 h 17 min    | + 18 min     |
| 4    | Vic Preston Jr        | Mike Doughty        | Mercedes-Benz 450 SLC 5.0 | 4      | 1 h 23 min    | + 24 min     |
| 5    | Ove Andersson         | Henry Liddon        | Toyota Celica 2000 GT     | 4      | 2 h 07 min    | + 1 h 08 min |
| 6    | Alain Ambrosino       | Robert Schneck      | Peugeot 504 V6 coupé      | 4      | 2 h 16 min    | + 1 h 17 min |
| 7    | Timo Mäkinen          | Jean Todt           | Peugeot 504 V6 coupé      | 4      | 3 h 26 min    | + 2 h 27 min |
| 8    | Michel Mitri          | Jean-Pierre Fornaro | Datsun Violet coupé       | 2      | 5 h 23 min    | + 4 h 24 min |
| 9    | Jean-Pierre Faure     | Alain Manfredini    | Datsun Violet coupé       | 1      | 5 h 28 min    | + 4 h 29 min |
| 10   | Jean-François Vincens | Félix Giallolacci   | Mitsubishi Colt Lancer    | 2      | 6 h 07 min    | + 5 h 08 min |
| 11   | Samir Assef           | Gilbert Fourcade    | Peugeot 504 V6 coupé      | 4      | 6 h 43 min    | + 5 h 44 min |
| 12   | Jacques Durieu        | Pierre Tastet       | Peugeot 504 V6 coupé      | 2      | 7 h 22 min    | + 6 h 23 min |
| 13   | Carlos Torres         | Miguel Oliveira     | Ford Escort RS2000        | 1      | 7 h 35 min    | + 6 h 36 min |
| 14   | Jacky Privé           | Cyril de Rouvre     | Range Rover               | 2      | 7 h 43 min    | + 6 h 44 min |

### Troisième étape
Les concurrents repartent le mercredi, pour une longue boucle dans la partie ouest du pays. Malgré les difficultés du parcours, les Mercedes ne connaissent pratiquement aucun souci, seul Waldegård connaissant une petite alerte avec ses freins. Le classement ne subit pas de changement notable, hormis pour les pilotes Peugeot qui échangent leurs positions avant la halte nocturne de Daloa. Mikkola a légèrement accru son avance sur Waldegård. Quatre nouveaux abandons ont été enregistrés sur cette première partie d'étape.
Les positions sont maintenant figées et le retour sur Yamoussoukro, le lendemain, s'effectue sans incident notable ; Mikkola a porté son avance à plus d'une demi-heure et, sauf incident, a déjà course gagnée. 
| Pos. | Pilote                | Copilote            | Voiture                   | Groupe | Pénalisations | Écart         |
| ---- | --------------------- | ------------------- | ------------------------- | ------ | ------------- | ------------- |
| 1    | Hannu Mikkola         | Arne Hertz          | Mercedes-Benz 450 SLC 5.0 | 4      | 2 h 03 min    |               |
| 2    | Björn Waldegård       | Hans Thorszelius    | Mercedes-Benz 450 SLC 5.0 | 4      | 2 h 37 min    | + 34 min      |
| 3    | Andrew Cowan          | Klaus Kaiser        | Mercedes-Benz 450 SLC 5.0 | 4      | 2 h 51 min    | + 48 min      |
| 4    | Vic Preston Jr        | Mike Doughty        | Mercedes-Benz 450 SLC 5.0 | 4      | 2 h 55 min    | + 52 min      |
| 5    | Ove Andersson         | Henry Liddon        | Toyota Celica 2000 GT     | 4      | 4 h 43 min    | + 2 h 40 min  |
| 6    | Timo Mäkinen          | Jean Todt           | Peugeot 504 V6 coupé      | 4      | 6 h 24 min    | + 4 h 21 min  |
| 7    | Alain Ambrosino       | Robert Schneck      | Peugeot 504 V6 coupé      | 4      | 6 h 59 min    | + 4 h 56 min  |
| 8    | Michel Mitri          | Jean-Pierre Fornaro | Datsun Violet coupé       | 2      | 10 h 25 min   | + 8 h 22 min  |
| 9    | Jean-François Vincens | Félix Giallolacci   | Mitsubishi Colt Lancer    | 2      | 10 h 57 min   | + 8 h 54 min  |
| 10   | Jean-Pierre Faure     | Alain Manfredini    | Datsun Violet coupé       | 1      | 11 h 34 min   | + 9 h 31 min  |
| 11   | Samir Assef           | Gilbert Fourcade    | Peugeot 504 V6 coupé      | 4      | 13 h 11 min   | + 11 h 08 min |

### Quatrième étape
La dernière étape, disputée le vendredi, ramène les concurrents à Abidjan. Les Mercedes ne connaissent aucun problème au cours de la journée et réalisent un impressionnant quadruplé, Mikkola s'imposant devant Waldegård, la seconde place du Suédois lui assurant le titre mondial des conducteurs. Cowan et Preston conservent leurs positions, devant la Toyota d'Andersson et le coupé 504 d'Ambrosino, alors que Mäkinen n'a pu rallier l'arrivée, une défaillance du circuit électrique l'ayant éliminé à deux cents kilomètres du but. Les Datsun de Mitri et Faure remportent respectivement les groupes 2 et 1, alors que les deux autres équipages rescapés sont arrivés hors-délai et ne sont pas classés.

### Classement général
| Pos | No | Pilote            | Copilote            | Voiture                   | Pénalisations | Écart         | Groupe |
| --- | -- | ----------------- | ------------------- | ------------------------- | ------------- | ------------- | ------ |
| 1   | 6  | Hannu Mikkola     | Arne Hertz          | Mercedes-Benz 450 SLC 5.0 | 3 h 23 min    |               | 4      |
| 2   | 4  | Björn Waldegård   | Hans Thorszelius    | Mercedes-Benz 450 SLC 5.0 | 3 h 58 min    | + 35 min      | 4      |
| 3   | 10 | Andrew Cowan      | Klaus Kaiser        | Mercedes-Benz 450 SLC 5.0 | 4 h 10 min    | + 47 min      | 4      |
| 4   | 3  | Vic Preston Jr    | Mike Doughty        | Mercedes-Benz 450 SLC 5.0 | 4 h 17 min    | + 54 min      | 4      |
| 5   | 5  | Ove Andersson     | Henry Liddon        | Toyota Celica 2000 GT     | 6 h 08 min    | + 2 h 45 min  | 4      |
| 6   | 9  | Alain Ambrosino   | Robert Schneck      | Peugeot 504 V6 coupé      | 8 h 58 min    | + 5 h 35 min  | 4      |
| 7   | 18 | Michel Mitri      | Jean-Pierre Fornaro | Datsun 160J coupé         | 12 h 25 min   | + 9 h 02 min  | 2      |
| 8   | 55 | Jean-Pierre Faure | Alain Manfredini    | Datsun 160J coupé         | 13 h 48 min   | + 10 h 25 min | 1      |

### Hommes de tête
- Andrew Cowan -  Klaus Kaiser (Mercedes-Benz 450 SLC 5.0) : du C.H. n°1 au C.H. n°9
- Andrew Cowan -  Klaus Kaiser (Mercedes-Benz 450 SLC 5.0) &  Hannu Mikkola -  Arne Hertz (Mercedes-Benz 450 SLC 5.0) : C.H. n°10
- Andrew Cowan -  Klaus Kaiser (Mercedes-Benz 450 SLC 5.0) : du C.H. n°11 au C.H. n°12
- Hannu Mikkola -  Arne Hertz (Mercedes-Benz 450 SLC 5.0) : du C.H. n°13 au C.H. n°18
- Björn Waldegård -  Hans Thorszelius (Mercedes-Benz 450 SLC 5.0) : du C.H. n°19 au C.H. n°23
- Hannu Mikkola -  Arne Hertz (Mercedes-Benz 450 SLC 5.0) : du C.H. n°24 au C.H. n°50

## Résultats des principaux engagés
| No | Pilote                | Copilote              | Voiture                   | Groupe | Classement général                        | Class. groupe |
| -- | --------------------- | --------------------- | ------------------------- | ------ | ----------------------------------------- | ------------- |
| 1  | Jean-Pierre Nicolas   | Jean De Alexandris    | Peugeot 504 V6 coupé      | 4      | ab. dans la 1re étape (différentiel)      | -             |
| 2  | Timo Mäkinen          | Jean Todt             | Peugeot 504 V6 coupé      | 4      | ab. dans la 4e étape (circuit électrique) | -             |
| 3  | Vic Preston Jr        | Mike Doughty          | Mercedes-Benz 450 SLC 5.0 | 4      | 4e à 54 min                               | 4e            |
| 4  | Björn Waldegård       | Hans Thorszelius      | Mercedes-Benz 450 SLC 5.0 | 4      | 2e à 35 min                               | 2e            |
| 5  | Ove Andersson         | Henry Liddon          | Toyota Celica 2000 GT     | 4      | 5e à 2 h 45 min                           | 5e            |
| 6  | Hannu Mikkola         | Arne Hertz            | Mercedes-Benz 450 SLC 5.0 | 4      | 1er                                       | 1er           |
| 8  | Jean-Luc Thérier      | Michel Vial           | Toyota Celica 2000 GT     | 4      | ab. dans la 2e étape (sortie de route)    | -             |
| 9  | Alain Ambrosino       | Robert Schneck        | Peugeot 504 V6 coupé      | 4      | 6e à 5 h 35 min                           | 6e            |
| 10 | Andrew Cowan          | Klaus Kaiser          | Mercedes-Benz 450 SLC 5.0 | 4      | 3e à 47 min                               | 3e            |
| 11 | Samir Assef           | Gilbert Fourcade      | Peugeot 504 V6 coupé      | 4      | hors délai (à 15 h 53 min)                | -             |
| 12 | Jean-Claude Lefebvre  | Christian Delferier   | Peugeot 504 V6 coupé      | 4      | ab. dans la 2e étape (bielle coulée)      | -             |
| 14 | Jean-François Vincens | Félix Giallolacci     | Mitsubishi Colt Lancer    | 2      | hors délai (à 14 h 07 min)                | -             |
| 15 | Carlos Torres         | Miguel Oliveira       | Ford Escort RS2000        | 1      | ab. dans la 3e étape (alternateur)        | -             |
| 16 | Adolphe Choteau       | Yves Taravel          | Peugeot 504 V6 coupé      | 4      | ab. dans la 2e étape (bielle coulée)      | -             |
| 17 | Raymond Touroul       | Christophe Lamourette | Porsche 911 SC            | 4      | ab. dans la 1re étape (bielle coulée)     | -             |
| 18 | Michel Mitri          | Jean-Pierre Fornaro   | Datsun Violet coupé       | 2      | 7e à 9 h 02 min                           | 1er           |
| 19 | Andy Dawson           | Naguib Saad           | Datsun 160J PA10          | 2      | ab. dans la 1re étape (roulement arrière) | -             |
| 21 | Bruno Saby            | Daniel Le Saux        | Renault 5 Alpine          | 2      | ab. dans la 2e étape (suspension arrière) | -             |
| 22 | Jacky Privé           | Cyril de Rouvre       | Range Rover               | 2      | ab. dans la 3e étape (amortisseurs)       | -             |
| 23 | Fritz Flachberger     | Gérard Lallement      | Toyota Celica GT          | 2      | ab. dans la 2e étape (fusée)              | -             |
| 29 | Alain Genestier       | Barbosa               | Renault 5 Alpine          | 2      | ab. dans la 2e étape                      | -             |
| 31 | Pierre Saucet         | G. Passerini          | Datsun 160J PA10          | 2      | ab. dans la 2e étape (sortie de route)    | -             |
| 43 | Jacques Durieu        | Pierre Tastet         | Peugeot 504 V6 coupé      | 2      | ab. dans la 3e étape                      | -             |
| 55 | Jean-Pierre Faure     | Alain Manfredini      | Datsun Violet coupé       | 1      | 8e à 10 h 25 min                          | 1er           |

## Classements finaux des championnats du monde

### Constructeurs
- attribution des points : 10, 9, 8, 7, 6, 5, 4, 3, 2, 1 respectivement aux dix premières marques de chaque épreuve, additionnés de 8, 7, 6, 5, 4, 3, 2, 1 respectivement aux huit premières de chaque groupe (seule la voiture la mieux classée de chaque constructeur marque des points). Les points de groupe ne sont attribués qu'aux concurrents ayant terminé dans les dix premiers au classement général.
- seuls les sept meilleurs résultats (sur douze épreuves) sont retenus pour le décompte final des points. Ford doit donc décompter les seize points acquis en Finlande et les douze acquis au Sanremo. De même, Datsun doit décompter les huit points acquis en Suède et les six acquis en Nouvelle-Zélande.

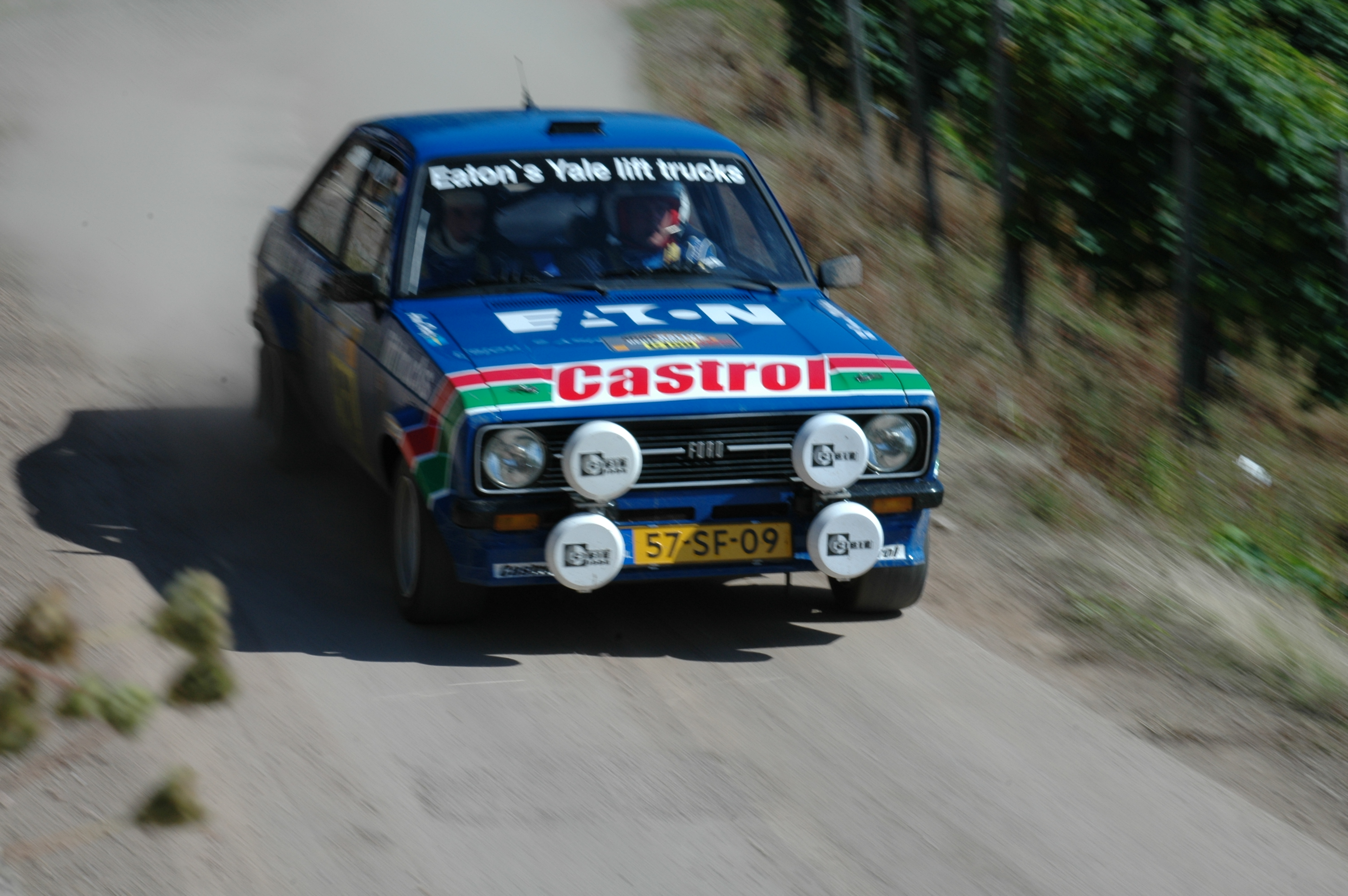
L'Escort RS1800 a donné à Ford son premier titre de champion du monde des rallyes.

| Pos. | Marque        | Points    | M-C  | SUE   | POR  | SAF  | ACR  | NZL   | FIN   | QUE  | SAN   | COR  | RAC  | BAN  |
| ---- | ------------- | --------- | ---- | ----- | ---- | ---- | ---- | ----- | ----- | ---- | ----- | ---- | ---- | ---- |
| 1    | Ford          | 122 (150) | 9+7  | 9+7   | 10+8 | -    | 10+8 | 10+8  | (9+7) | 10+8 | (4+8) | -    | 10+8 | -    |
| 2    | Datsun        | 108 (122) | -    | (2+6) | 7+7  | 10+8 | 9+8  | (1+5) | 6+8   | 9+8  | -     | -    | 8+8  | 4+8  |
| 3    | Fiat          | 92        | 8+6  | 7+5   | -    | 8+7  | -    | -     | 10+8  | -    | 9+7   | 6+6  | 3+2  | -    |
| 4    | Lancia        | 65        | 10+8 | -     | -    | -    | -    | -     | -     | -    | 10+8  | 10+8 | 6+5  | -    |
| 5    | Toyota        | 58        | -    | -     | 8+8  | -    | -    | -     | 4+6   | 6+6  | -     | 3+7  | -    | 6+4  |
| 6    | Opel          | 49        | -    | 5+8   | 3+6  | -    | -    | -     | -     | -    | 6+8   | 5+8  | -    | -    |
| 7    | Renault       | 41        | 3+8  | -     | -    | -    | 7+6  | -     | -     | -    | -     | 9+8  | -    | -    |
| 8    | Mercedes-Benz | 35        | -    | -     | -    | 9+8  | -    | -     | -     | -    | -     | -    | -    | 10+8 |
| 9    | Porsche       | 32        | 5+3  | -     | -    | -    | -    | -     | -     | -    | 1+8   | 8+7  | -    | -    |
| 10   | Vauxhall      | 31        | -    | 8+6   | -    | -    | -    | 6+4   | -     | -    | -     | -    | 4+3  | -    |
| 11   | Peugeot       | 22        | -    | -     | -    | -    | -    | -     | -     | 3+5  | -     | 1+5  | -    | 5+3  |
| 12   | Saab          | 18        | -    | 10+8  | -    | -    | -    | -     | -     | -    | -     | -    | -    | -    |
| 13   | Mitsubishi    | 13        | -    | -     | -    | -    | -    | -     | -     | 5+8  | -     | -    | -    | -    |
| 14   | Talbot        | 12        | -    | -     | -    | -    | -    | -     | -     | -    | 7+5   | -    | -    | -    |
| 15   | Audi          | 11        | -    | -     | 5+6  | -    | -    | -     | -     | -    | -     | -    | -    | -    |
| 16   | Mazda         | 10        | -    | -     | -    | -    | -    | 3+7   | -     | -    | -     | -    | -    | -    |
| 17   | Triumph       | 7         | -    | -     | -    | -    | -    | -     | 3+4   | -    | -     | -    | -    | -    |
| 18   | Škoda         | 6         | -    | -     | -    | -    | 3+3  | -     | -     | -    | -     | -    | -    | -    |
| 18=  | Volvo         | 6         | -    | 1+5   | -    | -    | -    | -     | -     | -    | -     | -    | -    | -    |
| 20   | Lada          | 4         | -    | -     | -    | -    | 2+2  | -     | -     | -    | -     | -    | -    | -    |

### Pilotes
- attribution des points : 20, 15, 12, 10, 8, 6, 4, 3, 2, 1 respectivement aux dix premiers de chaque épreuve.
- seuls les sept meilleurs résultats (sur douze épreuves) sont retenus pour le décompte final des points. Björn Waldegård doit donc décompter les six points acquis au Safari et les deux acquis en Grande-Bretagne.

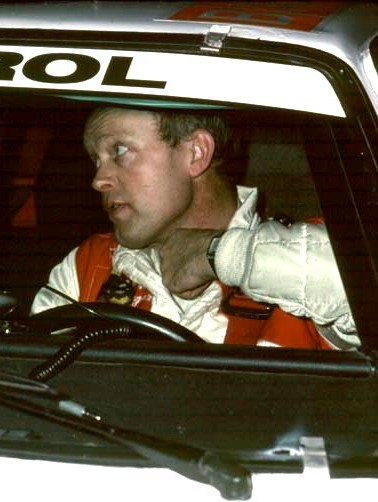
Björn Waldegård inaugure le palmarès du championnat du monde des conducteurs de rallye.

| Pos. | Pilote              | Marque               | Points    | M-C | SUE | POR | SAF  | ACR | NZL | FIN | QUE | SAN | COR | RAC | BAN |
| ---- | ------------------- | -------------------- | --------- | --- | --- | --- | ---- | --- | --- | --- | --- | --- | --- | --- | --- |
| 1    | Björn Waldegård     | Ford, Mercedes-Benz¹ | 112 (120) | 15  | 15  | 15  | (6¹) | 20  | -   | 12  | 20  | -   | -   | (2) | 15¹ |
| 2    | Hannu Mikkola       | Ford, Mercedes-Benz¹ | 111       | 8   | 8   | 20  | 15¹  | -   | 20  | -   | -   | -   | -   | 20  | 20¹ |
| 3    | Markku Alén         | Fiat & Lancia¹       | 68        | 12  | 10  | -   | 12   | -   | -   | 20  | -   | 6   | -   | 8¹  | -   |
| 4    | Timo Salonen        | Datsun               | 50        | -   | -   | -   | -    | 15  | -   | 8   | 15  | -   | -   | 12  | -   |
| 4=   | Ari Vatanen         | Ford                 | 50        | 1   | -   | -   | -    | -   | 12  | 15  | 12  | -   | -   | 10  | -   |
| 6    | Bernard Darniche    | Lancia               | 40        | 20  | -   | -   | -    | -   | -   | -   | -   | -   | 20  | -   | -   |
| 7    | Jean Ragnotti       | Renault              | 25        | -   | -   | -   | -    | 10  | -   | -   | -   | -   | 15  | -   | -   |
| 8    | Andrew Cowan        | Mercedes-Benz        | 22        | -   | -   | -   | 10   | -   | -   | -   | -   | -   | -   | -   | 12  |
| 9    | Walter Röhrl        | Fiat                 | 21        | -   | -   | -   | 3    | -   | -   | -   | -   | 15  | -   | 3   | -   |
| 10   | Stig Blomqvist      | Saab                 | 20        | -   | 20  | -   | -    | -   | -   | -   | -   | -   | -   | -   | -   |
| 10=  | Shekhar Mehta       | Datsun               | 20        | -   | -   | -   | 20   | -   | -   | -   | -   | -   | -   | -   | -   |
| 10=  | 'Tony'              | Lancia               | 20        | -   | -   | -   | -    | -   | -   | -   | -   | 20  | -   | -   | -   |
| 10=  | Ove Andersson       | Toyota               | 20        | -   | -   | 12  | -    | -   | -   | -   | -   | -   | -   | -   | 8   |
| 10=  | Andy Dawson         | Datsun               | 20        | -   | -   | 10  | -    | -   | -   | -   | 10  | -   | -   | -   | -   |
| 15   | Pentti Airikkala    | Vauxhall             | 16        | -   | 12  | -   | -    | -   | -   | -   | -   | -   | -   | 4   | -   |
| 16   | Blair Robson        | Ford                 | 15        | -   | -   | -   | -    | -   | 15  | -   | -   | -   | -   | -   | -   |
| 16=  | Russell Brookes     | Ford                 | 15        | -   | -   | -   | -    | -   | -   | -   | -   | -   | -   | 15  | -   |
| 18   | Harry Källström     | Datsun               | 14        | -   | -   | -   | 2    | 12  | -   | -   | -   | -   | -   | -   | -   |
| 19   | Attilio Bettega     | Fiat                 | 12        | -   | -   | -   | -    | -   | -   | -   | -   | 12  | -   | -   | -   |
| 19=  | Pierre-Louis Moreau | Porsche              | 12        | -   | -   | -   | -    | -   | -   | -   | -   | -   | 12  | -   | -   |
| 19=  | Michèle Mouton      | Fiat                 | 12        | 4   | -   | -   | -    | -   | -   | -   | -   | -   | 8   | -   | -   |